# 中野 (新座市)
中野（なかの）は、埼玉県新座市の町名。現行行政地名は中野一丁目および二丁目。郵便番号は352-0005。

## 地理
埼玉県新座市北部に位置する。所沢市と三芳町に囲まれる形で接しており、南側には柳瀬川が流れ、新座市内の他の地域とはほぼ対岸となり隔てられている。

## 歴史
地名は小字に由来する。
- 1975年（昭和50年）8月1日 - 住居表示の実施に伴ない[4]、大字大和田・野火止の各一部から中野一・二丁目が成立[5]。

## 世帯数と人口
2017年（平成29年）1月1日現在の世帯数と人口は以下の通りである。
| 丁目       | 世帯数  | 人口  |
| ---------- | ------- | ----- |
| 中野一丁目 | 222世帯 | 444人 |
| 中野二丁目 | 66世帯  | 219人 |
| 計         | 288世帯 | 663人 |

## 小・中学校の学区
市立小・中学校に通う場合、学区は以下の通りとなる。
| 丁目       | 番地 | 小学校             | 中学校             |
| ---------- | ---- | ------------------ | ------------------ |
| 中野一丁目 | 全域 | 新座市立新開小学校 | 新座市立第四中学校 |
| 中野二丁目 | 全域 | 新座市立新開小学校 | 新座市立第四中学校 |

## 交通

### 道路
- 国道254号
- 国道463号
  - 英インターチェンジ

### 鉄道
地区内に鉄道は敷設されていない。武蔵野線新座駅が最寄り駅となっている。
一方で志木市内の東武東上線柳瀬川駅とも同程度に程近い。

## 施設
- 西武台新座中学校・西武台高等学校
- 跡見学園女子大学
- OSCデオシティ新座
- 中野薬師堂
- 柳瀬川ふれあい橋（人道橋）